# Rhytachne lijiangensis
Rhytachne lijiangensis är en gräsart som beskrevs av Bi Sin Sun. Rhytachne lijiangensis ingår i släktet Rhytachne och familjen gräs. Inga underarter finns listade i Catalogue of Life.